# Bivonaea
Bivonaea là chi thực vật có hoa trong họ Cải.